# 俄罗斯内卫军
俄罗斯内卫军（俄语：Внутренние войска России，缩写为）的全称是俄罗斯内务部内卫军（俄语：Внутренние войска МВД России）是俄罗斯联邦负责保卫国内主要目标、维护国内公共秩序及保障法律顺利执行的部队。俄罗斯的内卫军由俄罗斯内务部领导，在战争时期编入軍隊指揮體系。
2016年4月5日，俄羅斯內衛军与其他军事组织被合并为俄羅斯聯邦國家近衛軍作戰部隊。此时俄罗斯内卫军約有182, 000人。

## 历史

### 俄罗斯帝国时代
1811年的上半年，俄罗斯帝国皇帝亚历山大一世颁布了一系列命令，最重要的一条法令是1811年3月27日颁布的（1996年时，3月27日被定为内卫军的成立纪念日）。俄罗斯的内卫军得以建立。

### 苏俄与苏联时代

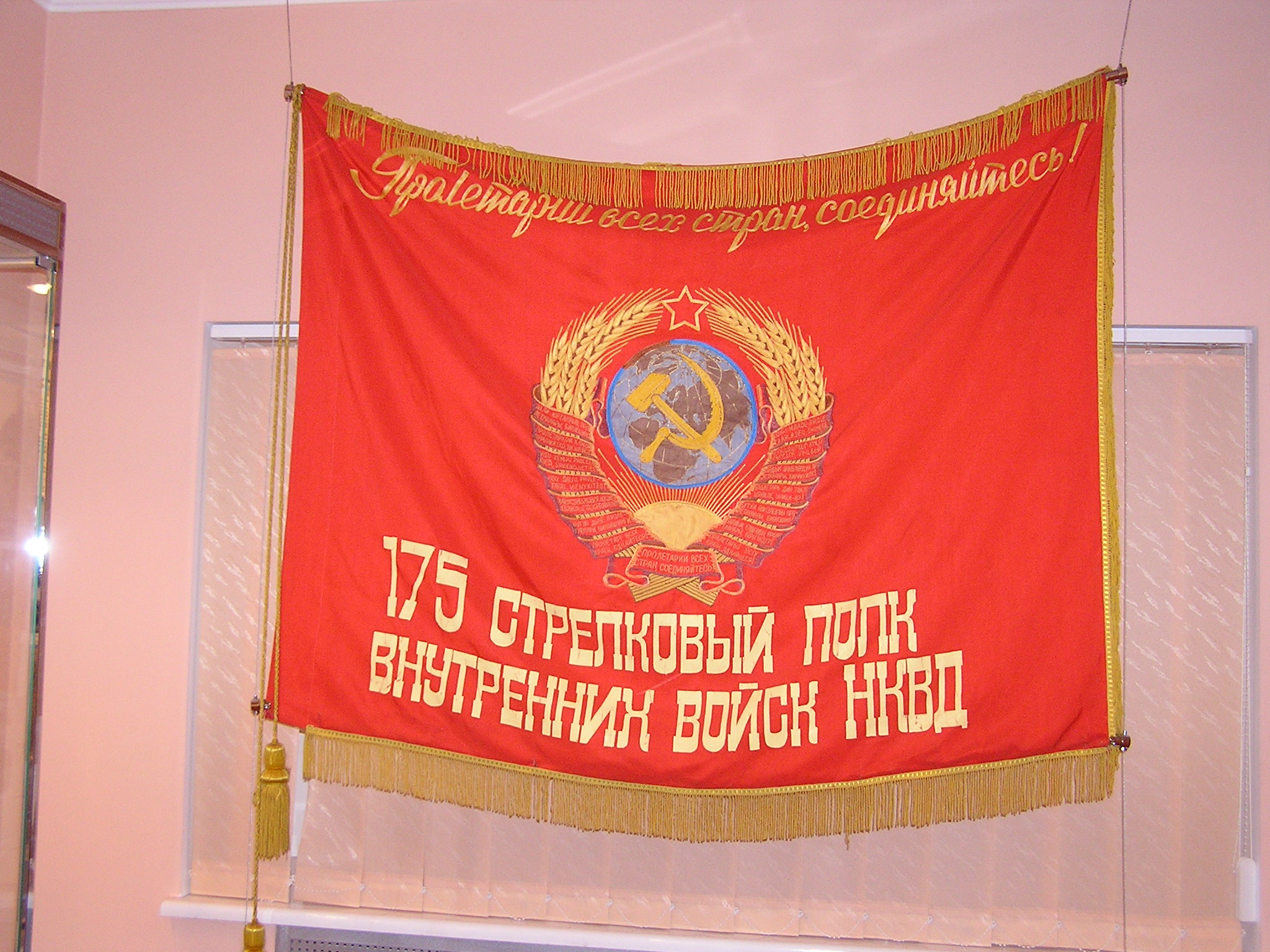
在俄罗斯顿涅茨克警察博物馆陈列的苏联内卫军第175步兵团的军旗

1917年十月革命后，布尔什维克政权在组建红军与红海军的同时也组建了内卫军，内卫军负责镇压国内的反布尔什维克分子、看守劳改营和监狱、保卫重要的工业设施等。
在苏联时代，内卫军的指挥权在契卡、国家政治保卫局、国家政治保卫总局、内务人民委员部、国家安全人民委员部、内务部之间多次转移。
在第二次世界大战期间，苏联的部分内卫军参加了与纳粹德国的战斗。苏芬战争中内务部队7个团和1个预备役团参战。
苏德战争爆发后，1941年6月29日苏联国防委员会签发《关于组建由内务人民委员会成员组成的步兵和摩托化师的命令》，立即组建15个内务部队师，其中包含10个步兵师和5个摩托化步兵师：第243，244，246，247，249，250，251，252，254，256，257，259，262，265和268师。步兵第243、第251师编入第30集团军；步兵第244、第246、第247、第249师组成了第31集团军，参加了斯摩棱斯克战役和莫斯科保卫战。
1942年1月5日，根据1942年1月4日的国防委员会的第1009号命令，内务人民委员部颁布第0021部务令，组建了一批内务军的步兵师、奥尔忠尼奇则师和格罗兹内师以及近百个独立步兵营、连和排。
1942年4月，苏联内卫军组建了8个内务步兵旅，1个内务步兵团和3个独立内务营，共44000人。
斯大林格勒会战中，A·A·沙拉夫上校指挥的内务第10师遭受了90%的伤亡，该部队因其作战英勇而被授予了列宁勋章。
1942年底，由后贝加尔边防军区、哈巴罗夫斯克边防军区、中亚边防军區和内务部队的军人在西伯利亚组建了诸兵种合成第70集团军，1943年2月1日列入红军序列，第70集团军编入顿河方面军（随后改称中央方面军）。参加了1943年库尔斯克会战（坚守库尔斯克突出部西北侧），增编了得到了步兵第19、第28师，随后又增编坦克第19团，步兵第132、第211、第280师，近卫炮兵第1师和数个独立工程和航空兵分队的加强。随后参加了奥廖尔进攻战役，解放了特罗斯纳、克罗梅、德米特罗夫斯克-奥尔洛夫斯基。1944年2月下旬编入白俄罗斯方面军，部署在西乌克兰的科韋利附近，1944年6月-7月参加卢布林–布列斯特进攻战役。1944年11月19日编入白俄罗斯第二方面军。1945年参加了東普魯士攻勢、東波美拉尼亞攻勢、柏林战役。战后，在奥伦堡并入了南乌拉尔军区
1944年11月，国防委员会下令组建6个内务步兵师，担负东欧的警备：内务第57、第58、第59、第60、第61、第62师。随后又组建了内务第63、第64、第65、第66师。
1945年8月，内务军第3师参加了消灭日本关东军的八月風暴行動。
在第二次世界大战期间，有10万名内务部队官兵牺牲。
第二次世界大战结束后，苏联的内卫军参与了镇压各地的反苏游击队的任务，在20世纪80年代参与了切尔诺贝利核电站事故的处理工作，在1989年4月9日镇压了在第比利斯的示威活动。

### 俄罗斯联邦时代
苏联解体后，俄罗斯联邦保留了内卫军，俄罗斯的内卫军随后参与了第一次车臣战争与第二次车臣战争以及南奧塞梯戰爭。

## 编制结构

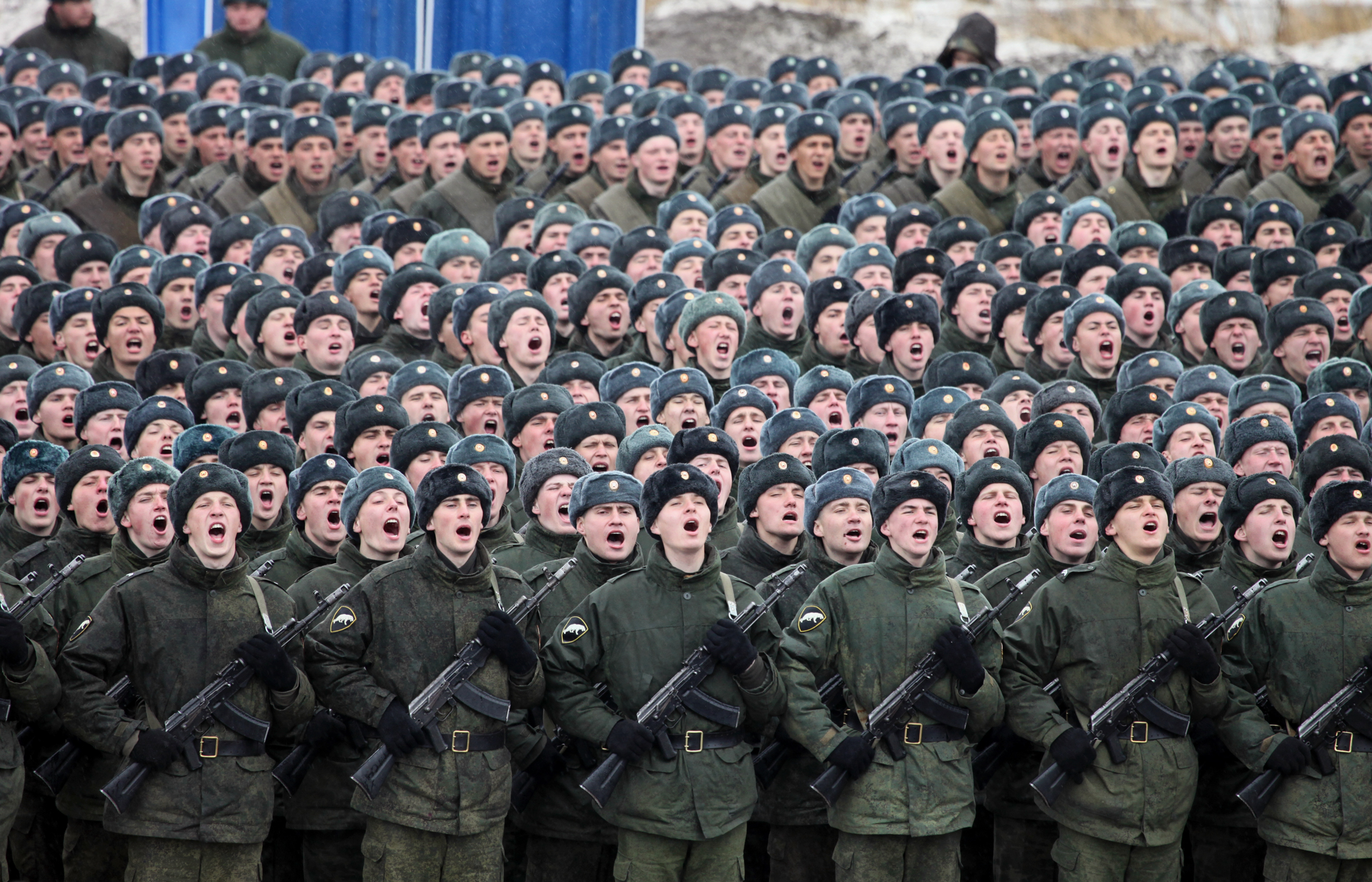
俄罗斯内卫军独立作战任务师的士兵

俄罗斯内卫军一级指挥部门为7个军区，东部军区、西伯利亚军区、乌拉尔军区、西北军区、伏尔加军区、北高加索军区、中部军区。另外，内卫军还有自己独立作战任务师、特种部队、航空部队。

### 内卫军的军区
内卫军的军区下辖作战分队和快速反应部队，其中各军区的作战分队达到了军区所辖内卫军全部兵力的四分之三左右。

### 内卫军独立作战任务师
- 第604特別用途中心（由勇士特种部队与罗斯特种部队合并而成[5]）
- 第2作战团
- 第4作战团
- 第5作战团
- 第60教导团
- 第334独立警卫营
- 独立通信营
- 独立卫生营
- 独立警备与教导营
- 第4独立放射性、生物武器、化学武器防护连

### 内卫军特种部队
内卫军下属特种部队有：
| 第604特別用途中心 | 由勇士特種部隊与罗斯特种部队合并而成 |                                                  |
| 第7特別用途分隊   | 罗西奇特种部队                       | 驻扎在罗斯托夫州的新切尔卡斯克市                 |
| 第12特別用途分隊  | 乌拉尔特种部队                       | 驻扎在斯维尔德洛夫斯克州的下塔吉尔市             |
| 第15特別用途分隊  | 维亚梯奇特种部队                     | 驻扎在克拉斯诺达尔边疆区的阿尔马维尔市           |
| 第16特別用途分隊  | 斯基弗特种部队                       | 驻扎在罗斯托夫州的顿河畔罗斯托夫，在2010年解散   |
| 第17特別用途分隊  | 雪绒花特种部队                       | 驻扎在斯塔夫罗波尔边疆区的矿水城                 |
| 第19特別用途分隊  | 叶尔马克特种部队                     | 驻扎在新西伯利亚州的新西伯利亚市                 |
| 第20特別用途分隊  | 织女星特种部队                       | 驻扎在萨拉托夫州的萨拉托夫市，在2010年11月解散   |
| 第21特別用途分隊  | 台风特种部队                         | 驻扎在哈巴罗夫斯克边疆区的伯力市                 |
| 第23特別用途分隊  | 魅力特种部队                         | 驻扎在车里雅宾斯克州的车里雅宾斯克市             |
| 第30特別用途分隊  | 斯维亚托戈尔特种部队                 | 驻扎在斯塔夫罗波尔边疆区的斯塔夫罗波尔市，已解散 |
| 第25特別用途分隊  | 水星特种部队                         | 驻扎在斯摩棱斯克州的斯摩棱斯克市                 |
| 第26特別用途分隊  | 酒吧特种部队                         | 驻扎在鞑靼斯坦共和国的喀山市                     |
| 第27特別用途分隊  | 库兹巴斯特种部队                     | 驻扎在克麦罗沃州的克麦罗沃市                     |
| 第28特別用途分隊  | 战士特种部队                         | 驻扎在阿尔汉格尔斯克州的阿尔汉格尔斯克市         |
| 第29特別用途分隊  | 布拉特特种部队                       | 驻扎在巴什科尔托斯坦共和国的乌法市               |
| 第33特別用途分隊  | 重燃特种部队                         | 驻扎在莫斯科州的莫斯科市                         |
| 第34特別用途分隊  |                                      | 驻扎在车臣共和国的格罗兹尼                       |

### 内卫军航空部队
俄罗斯的内卫军有自己的航空部队，内卫军的航空部队有6种类型的飞机（伊尔-76、图-154、图-134、安-72、安-26、安-12）和3种类型的直升机（米-26、米-24、米-8）。

## 内卫军臂章
| 内卫军司令部 | 中央军区     | 西北军区 | 北高加索军区   | 伏尔加军区 |
| 乌拉尔军区   | 西伯利亚军区 | 东部军区 | 独立作战任务师 |            |